# Orde van Equatoriaal-Guinea
De Nationale Orde van Equatoriaal-Guinea (Frans: "Ordre National de Guinée Equatoriale") is een van de twee ridderorden van de Republiek Equatoriaal-Guinea.
De orde heeft drie graden.
De grote keten heeft acht schakels in de vorm van een gouden "E", vier schakels in de vorm van een "R" en tien schakels in de vorm van een wit geëmailleerd wapenschild met een boom.
De keten komt achter bijeen in een ovaal groen schild met het gouden monogram "IO" en vooraan in een groter, gekroond wapenschild.
Het kleinood van de orde is een Kruis van Malta waarvan de armen groen-wit-rood zijn geëmailleerd. Op de acht punten zijn gouden balletjes bevestigd.

Tussen de armen zijn twaalf gouden pijlen en knotsen aangebracht. Het ruitvormige blauwe centrale medaillon draagt een lauwerkrans en het wapen van de republiek. Er is geen verhoging in de vorm van een kroon of lauwerkrans. Het lint is groen-wit-rood met in iedere baan een smalle blauwe streep.